# Tristramella sacra
Tristramella sacra es una especie de peces de la familia Cichlidae en el orden de los Perciformes, endémica del mar de Galilea. Ya que no ha sido avistada desde los años 1990, a pesar de una búsqueda realizada tanto en conocidos frezaderos como en lonjas y restaurantes de la zona, se considera actualmente especie extinta.
La especie solía ser pescada en el mar de Galilea desde tiempos bíblicos, y consumida por pueblos de la región de Galilea hasta casi finales del siglo XX. Entre los pueblos cristianos de la zona solía llamarse «pez de San Pedro» (no confundir con Zeus Faber). Sus zonas de freza se vieron muy afectadas por la bajada del nivel del mar en las últimas décadas, ya que se encontraban en aguas menos profundas (principalmente en el pantanoso extremo norte del lago). 

## Descripción

### Morfología
Los machos pueden llegar alcanzar los 28 cm de longitud total.

### Hábitat
Es una especie de clima subtropical.

### Distribución geográfica
Se encontraba en el lago de Tiberíades, por lo que era exclusivo del actual Estado de Israel.